# Новое Пекельное
Новое Пекельное (укр. Нове Пекельне), село, 
Новомажаровский сельский совет, 
Зачепиловский район, 
Харьковская область.
Код КОАТУУ — 6322283005. Население по переписи 2001 года составляет 224 (104/120 м/ж) человека.

## Географическое положение
Село Новое Пекельное находится на правом берегу реки Орель, русло реки извилисто, на нём много лиманов, выше по течению в 2-х км расположено село Старое Мажарово, ниже по течению примыкают сёла Старое Пекельное и Зеньковщина, на противоположном берегу – город Перещепино (Днепропетровская область).
Через село автомобильная дорога М-18 (E 105).

## История
- 1775 - дата основания.

## Экономика
- Молочно-товарная ферма.